# VTB 유나이티드 리그
VTB 유나이티드 리그(VTB United League, 러시아어: Единая Лига ВТБ)는 2009년 창단된 국제 남자 프로 농구 클럽 리그이다. 대부분 러시아 클럽으로 구성되어 있으며 벨라루스와 카자흐스탄도 각각 1개씩 있다. 2013년부터 러시아 프로클럽농구 1부 리그이다. 따라서 리그에서 가장 높은 순위를 차지한 러시아 팀은 러시아 국가 챔피언으로도 지명될 수 있다. 이 리그는 러시아 국영 VTB 은행의 후원을 받는다. 2009년 PBC CSKA 모스크바에서는 VTB 유나이티드 리그 프로모컵에서 우승했지만 이 대회는 공식 VTB 타이틀로 간주되지 않는다. CSKA는 대부분의 타이틀을 획득하며 리그를 장악했다. VTB 유나이티드 리그는 VTB 유나이티드 유스 리그라는 청소년 대회도 개최한다.